# Беренжакский сельсовет
Беренжакский сельсовет — сельское поселение в Ширинском районе Республики Хакасия.
Административный центр — посёлок Беренжак.

## История
Статус и границы сельского поселения установлены Законом Республики Хакасия от 7 октября 2004 года № 63 «Об утверждении границ муниципальных образований Ширинского района и наделении их соответственно статусом муниципального района, сельского поселения»
В 2007 году в состав сельсовета включена деревня Усть-Тунгужуль.

## Население
| 2002 | 2010 | 2012 | 2013 | 2014 | 2015 | 2016 |
| ---- | ---- | ---- | ---- | ---- | ---- | ---- |
| 335  | ↘271 | ↘218 | ↘205 | ↘194 | →194 | ↘183 |
| 2017 | 2018 | 2019 | 2020 | 2021 |      |      |
| →183 | ↗185 | ↘174 | ↘170 | ↗176 |      |      |

## Состав сельского поселения
| № | Населённый пункт | Тип населённого пункта          | Население |
| - | ---------------- | ------------------------------- | --------- |
| 1 | Беренжак         | посёлок, административный центр | ↘250      |
| 2 | Мендоль          | деревня                         | ↘21       |
| 3 | Усть-Тунгужуль   | деревня                         | #Н/Д      |

### Упразднённые населённые пункты
Айдарак — упразднённый в 1972 году посёлок.

## Местное самоуправление
Администрация
п. Беренжак, Разведочная,  9
Глава администрации
- Голышкин Андрей Владимирович